# Siegfried Marcus
Pour les articles homonymes, voir Marcus.
Siegfried Samuel Marcus (18 septembre 1831 à Malchin, Grand-duché de Mecklembourg-Schwerin - 1er juillet 1898  à Vienne) était un pionnier juif de l'automobile et un inventeur allemand, mais qui vécut la plus grande partie de sa vie en Autriche-Hongrie.
Vers 1860, il devient le premier à distiller du pétrole brut pour obtenir de la benzine, qui mélangée à l'air donne alors un produit détonant performant. En 1870, il construit une première voiture-prototype capable de rouler très sporadiquement à 5 km/h et surtout, met au point dès 1888 une « véritable » automobile avec le premier moteur à benzine fiable (moteur à explosion, châssis, direction, freins, suspension) avec un moteur à explosion 4 temps d'une puissance de 1 cheval, dénommée « machine à carboniser l'air atmosphérique ».
Son invention a été longtemps oubliée par l'histoire des sciences car en 1938 au moment de l'Anschluss, Hitler a fait détruire sa voiture conservée dans un musée viennois, sa statue et tous ses documents techniques, afin de mettre en avant les pionniers allemands de l'automobile comme Gottlieb Daimler ou Carl Benz.

## Bibliographie

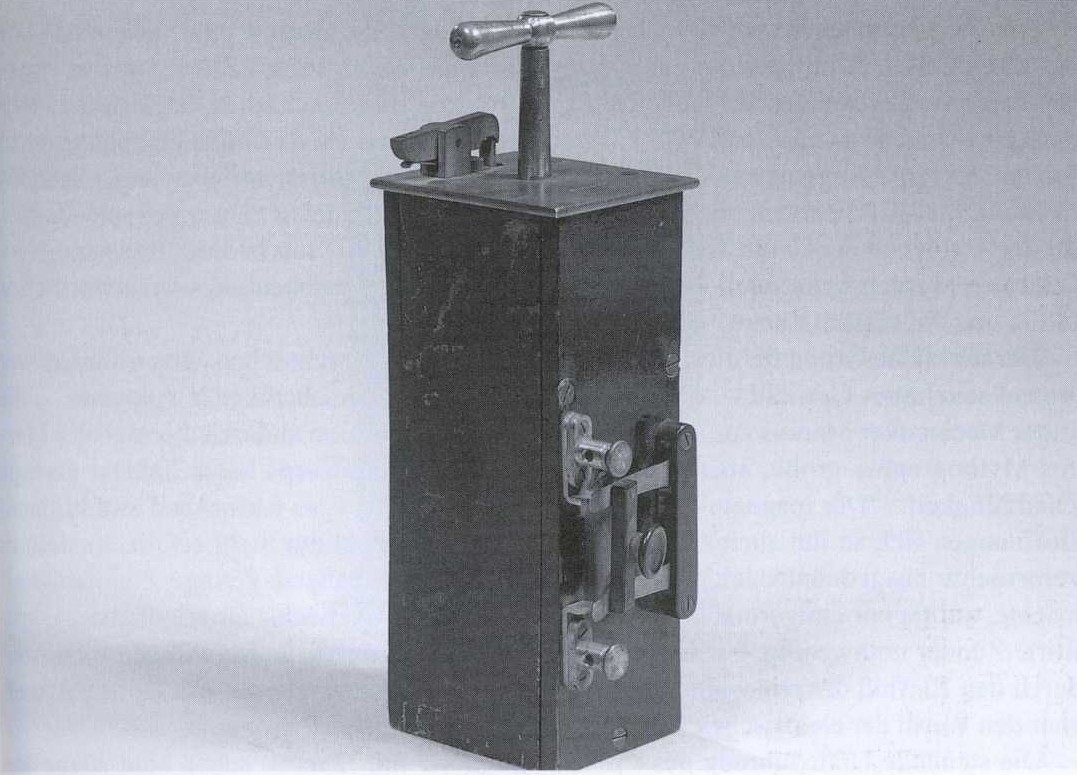
Un détonateur électrique : le Wiener Zünder de Marcus (1864).
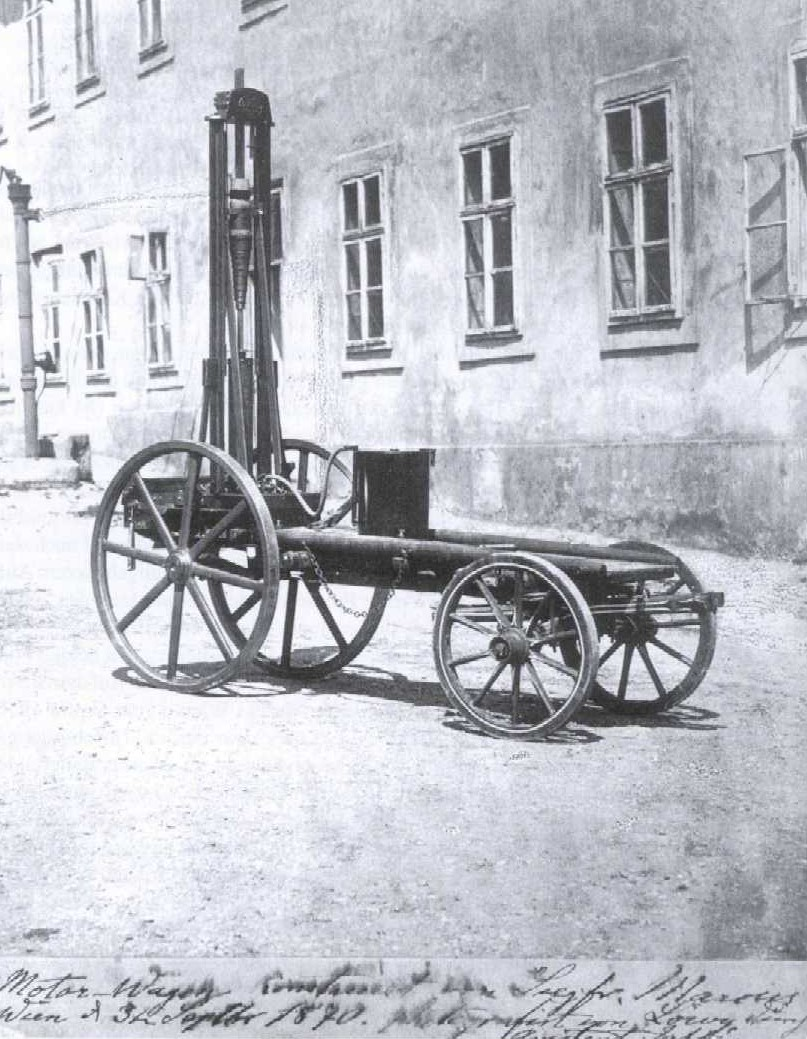
La première voiture avec moteur à essence fiable de Marcus, photographiée en 1870
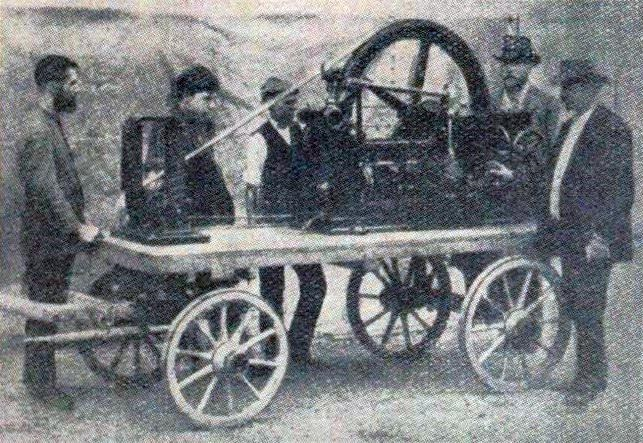
Premier véritable moteur thermique de Siegfried Marcus, réalisé en 1887
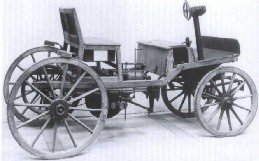
Seconde voiture de Marcus, véritable automobile (1888–89)
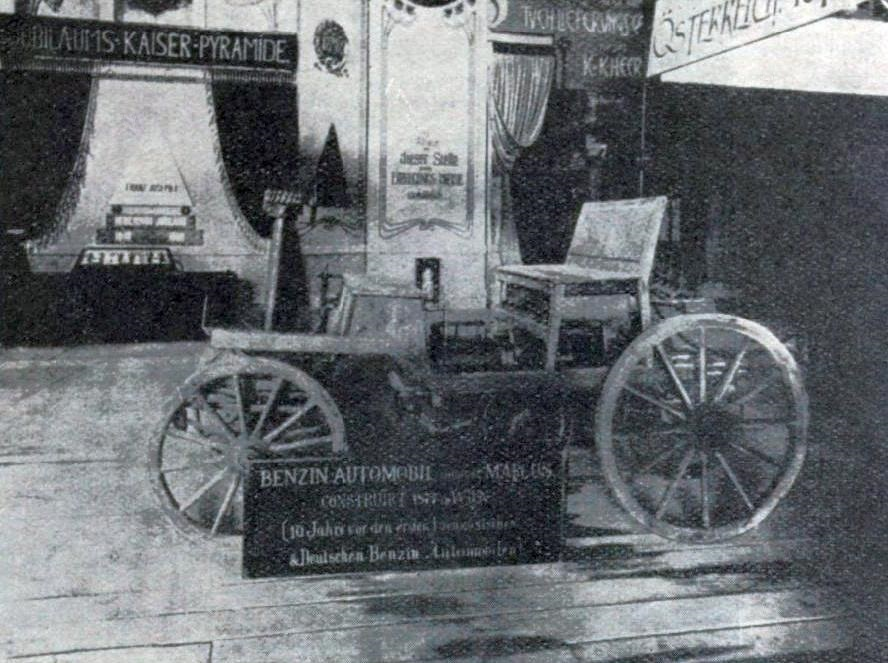
La seconde voiture, au Marcus Automobilmuseum Stockerau